# 귀스타브 쿠르베
장데지레 귀스타브 쿠르베(프랑스어: Jean-Désiré Gustave Courbet, 1819년 6월 10일 - 1877년 12월 31일)는 19세기 프랑스의 사실주의 화가이다.

## 생애
쿠르베는 1819년 프랑스 프랑슈콩테 주 오르낭 시에서 부유한 농부의 아들로 태어났다. 고향에서 중등학교 (프랑스어: Collège)를 나온 후, 1837년 브장송(프랑스어: Besançon)의 왕립 고등학교(프랑스어: Lycée)에 입학함과 동시에 근교에 있는 사립 미술학원에서 그림을 배웠다. 리세 졸업 후 1840년 쿠르베는 대학에서 법학을 공부할 계획으로 파리로 간다. 그러나 곧 법학 수업을 포기하고 그림 그리기에 전념하여 화가가 되기로 결심한다. 1847년 네덜란드를 여행한 후, 렘브란트의 화풍, 베네치아화파 그리고 에스파냐 화풍에 많은 관심을 가지고 연구, 분석한다. 1850년을 전후로 하여 쿠르베는 자신의 고유한 화풍인 사실주의 색채를 띤 그림을 그리기 시작한다. 그의 철저한 사실주의는 천사를 그리라는 주문에 "천사를 실제로 본 적이 없기 때문에 그릴 수 없다"라고 딱 잘라 거절했다는 일화에 잘 나타나 있다. 또한 예술활동에 숨기보다는 파리코뮌에 참여할 정도로 사회문제에 관심을 갖고 있었다.
그리고 58살에 짧은 생을 마감했다.

## 갤러리

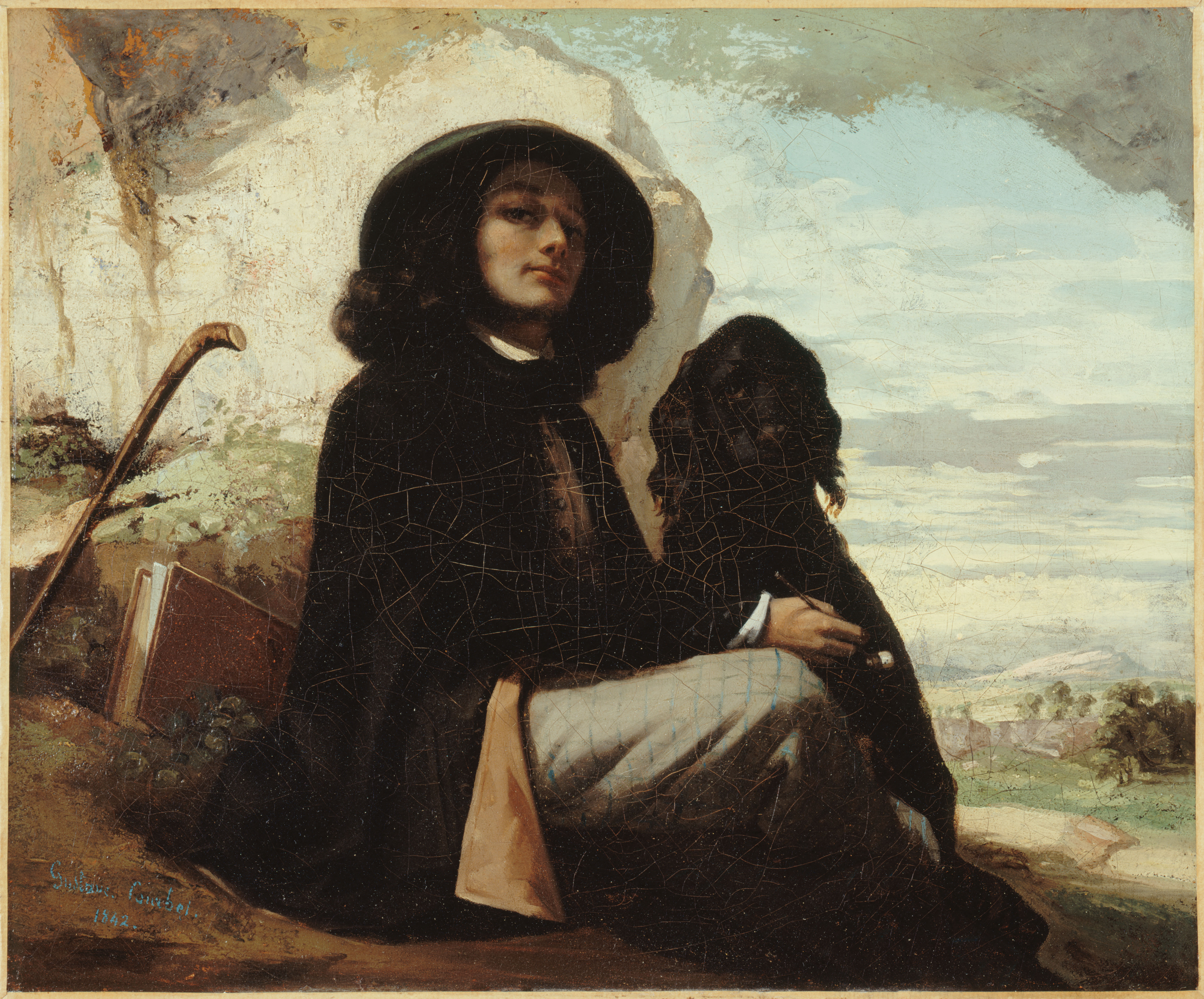
〈검은 개를 데리고 있는 쿠르베〉(자화상), 1842년.
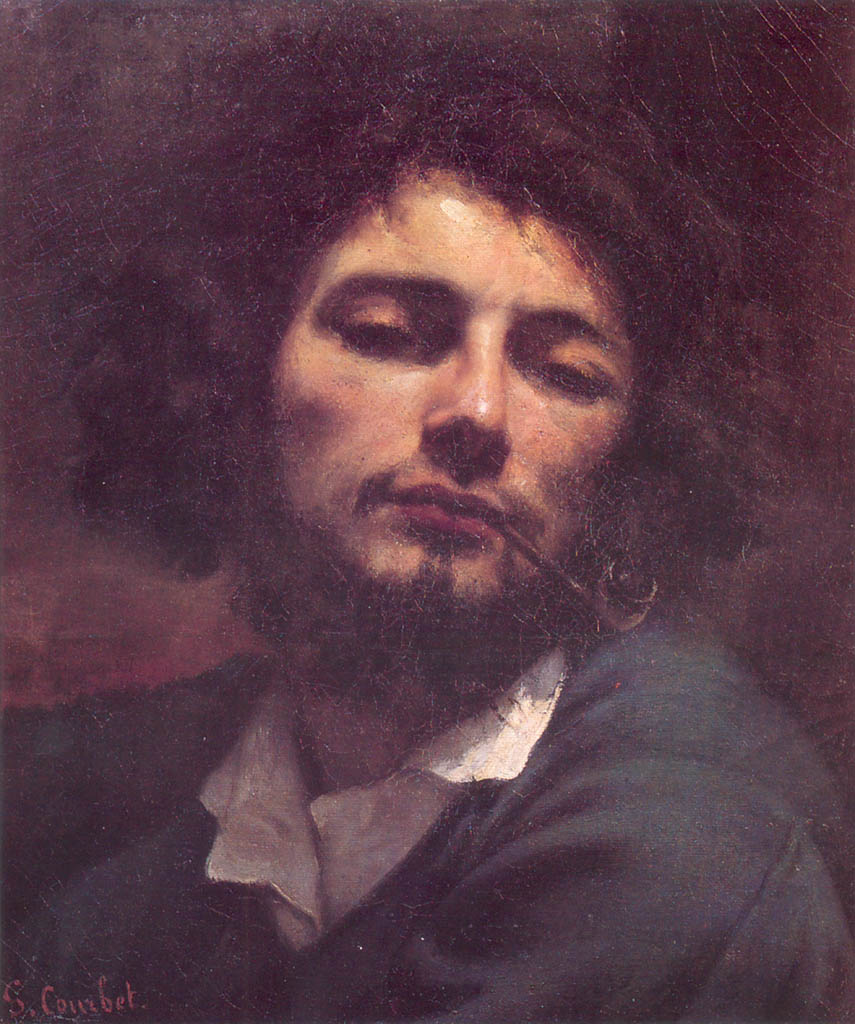
〈파이프를 물고 있는 남자〉(자화상), 1848-49년.
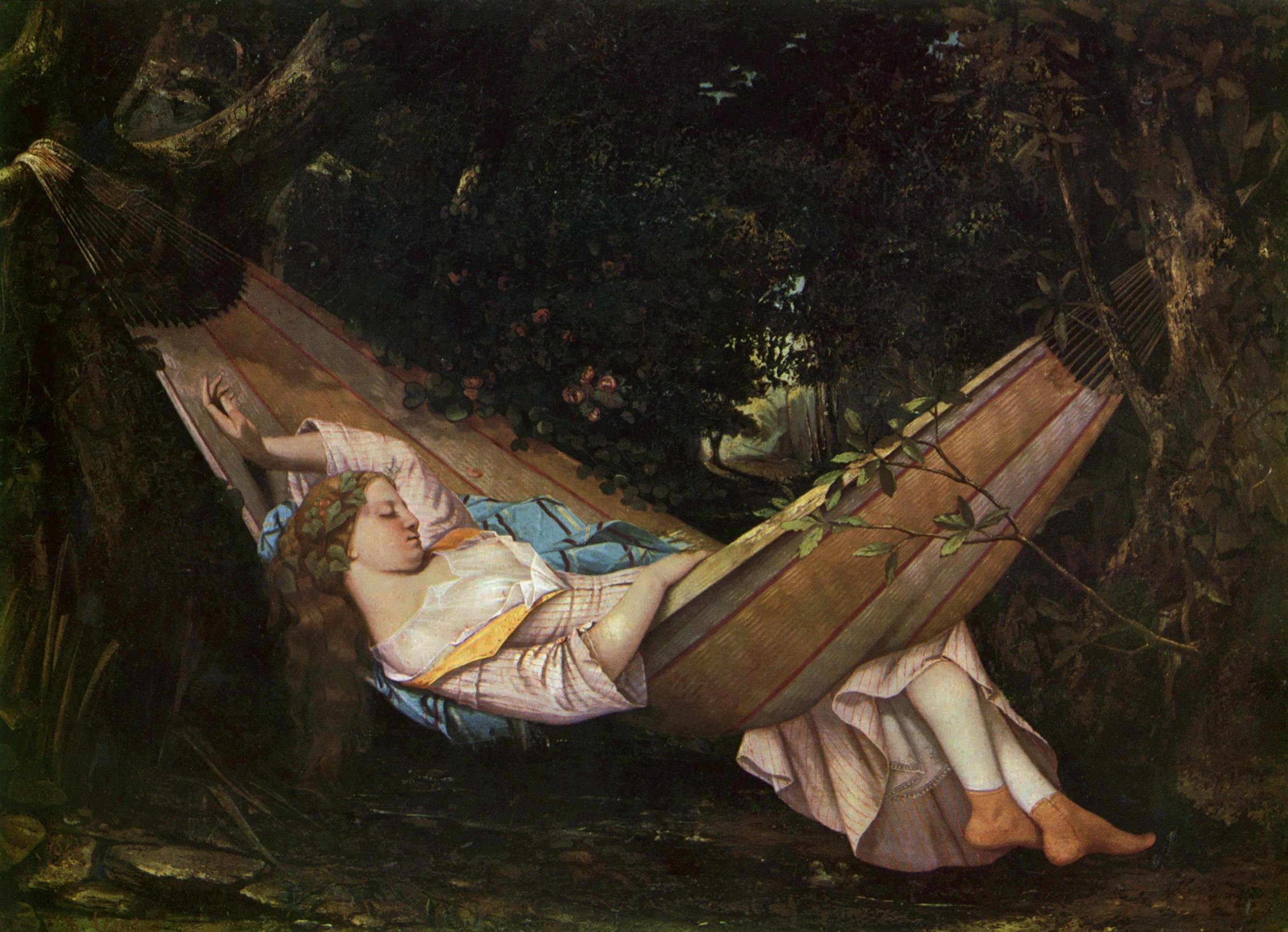
〈해먹〉(원제: 처녀의 꿈), 1844년.
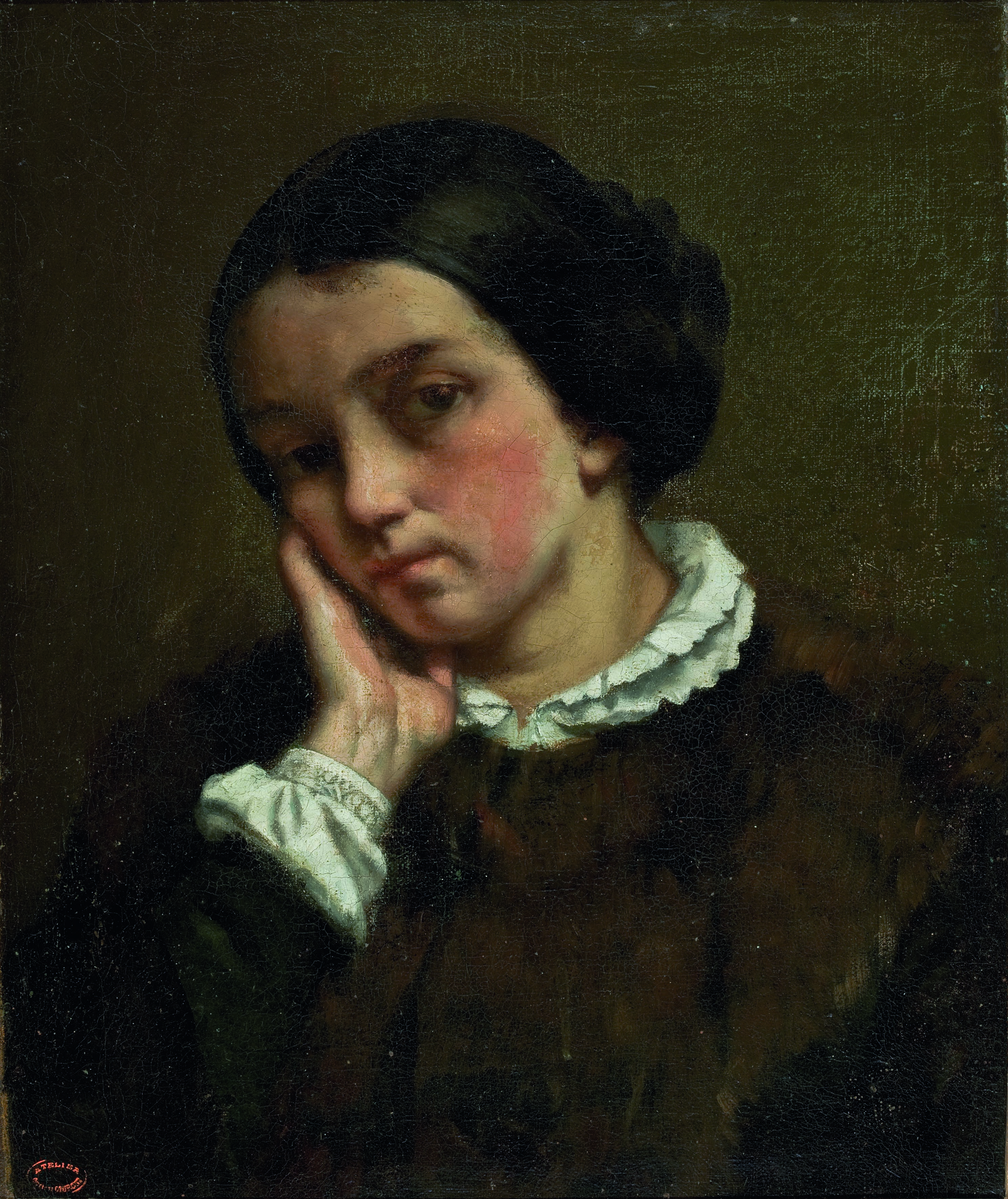
〈젤리 쿠르베의 초상〉, 1853년.
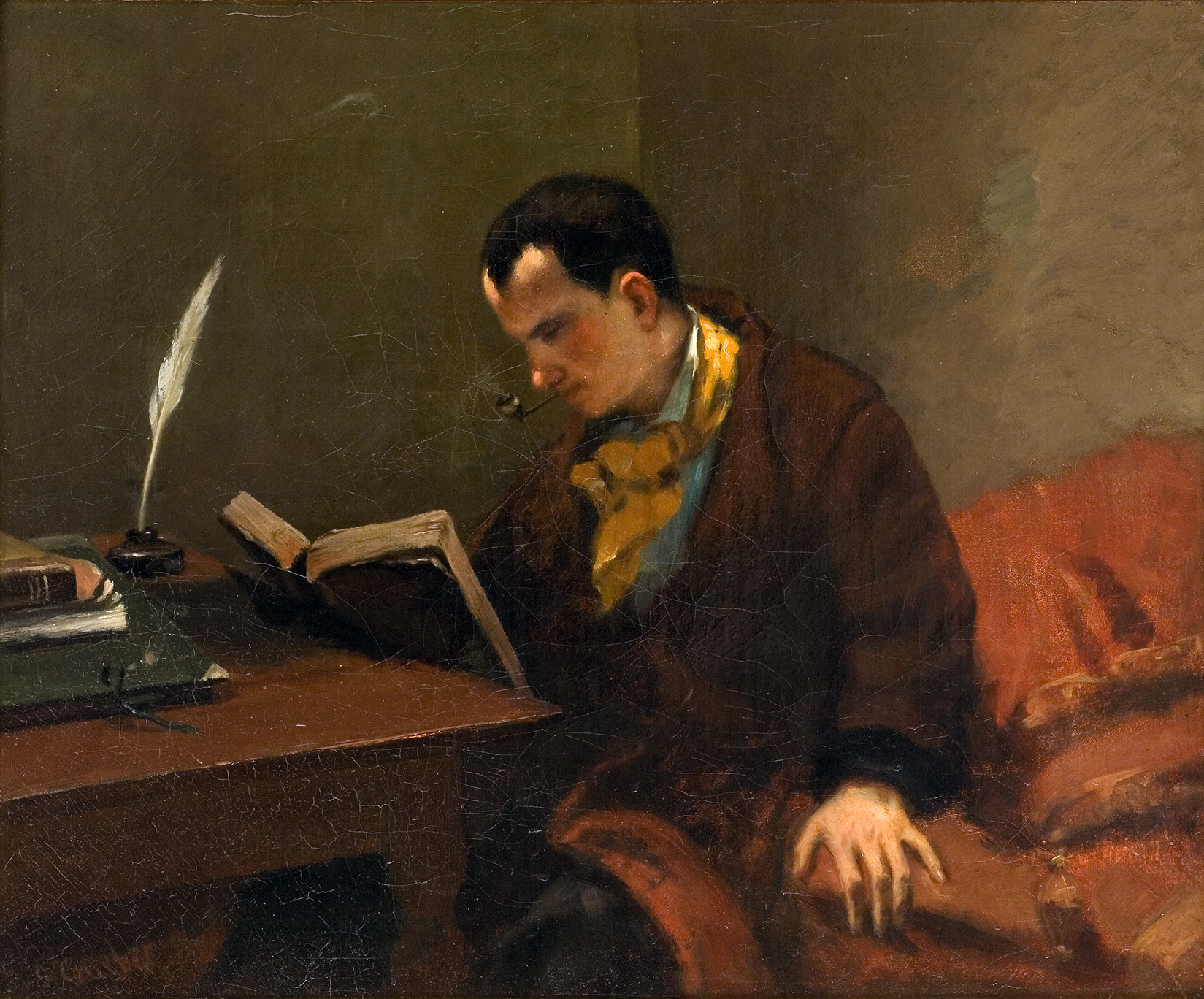
〈샤를 보들레르의 초상〉, 1848-1849년.
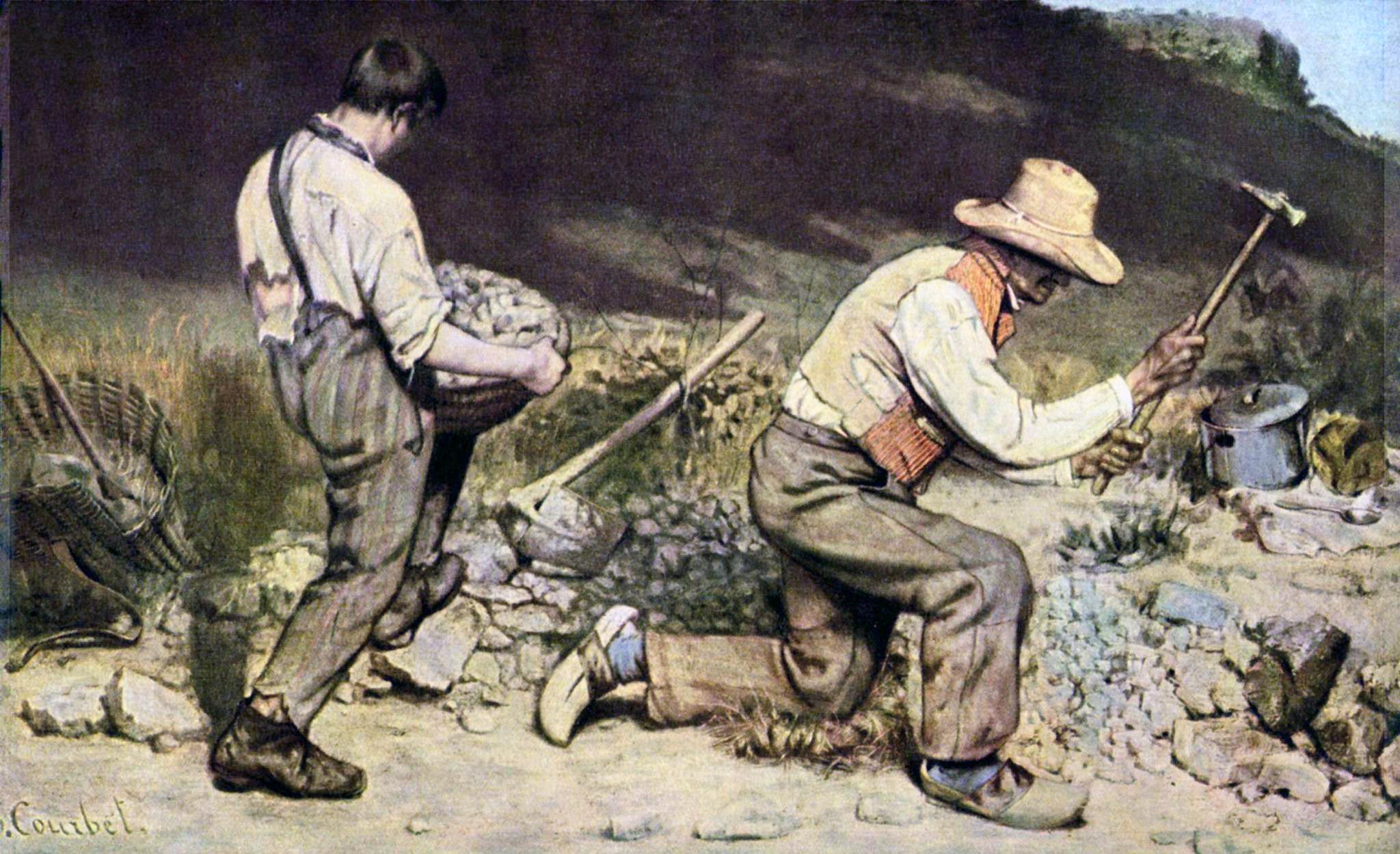
〈돌 깨는 사람들〉, 1849년. 캔버스에 유채, 165 × 257 cm, 베를린 국립회화관
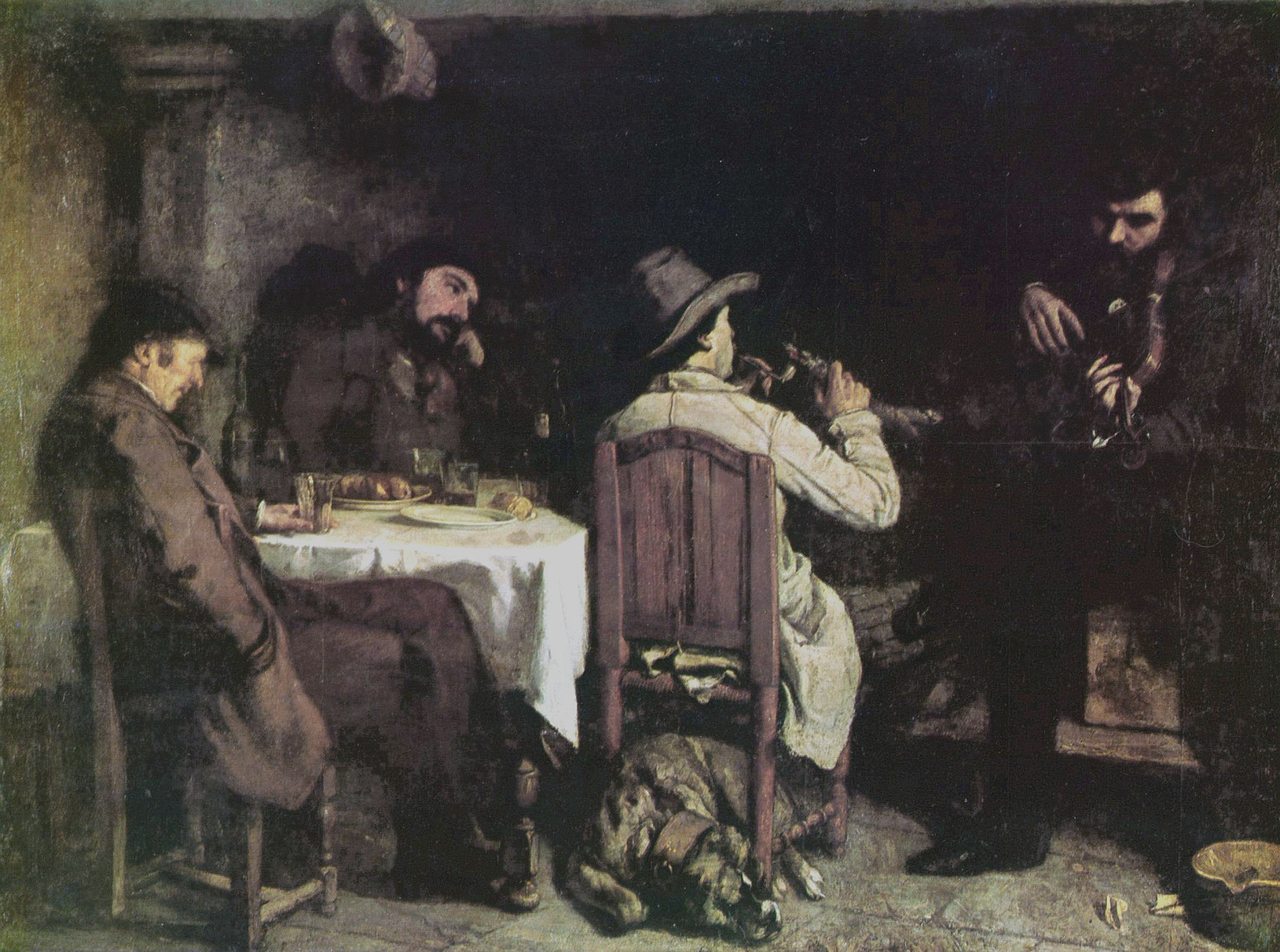
〈오르낭의 식사 후 휴식〉, 1849년. 캔버스에 유채, 195 × 275 cm.
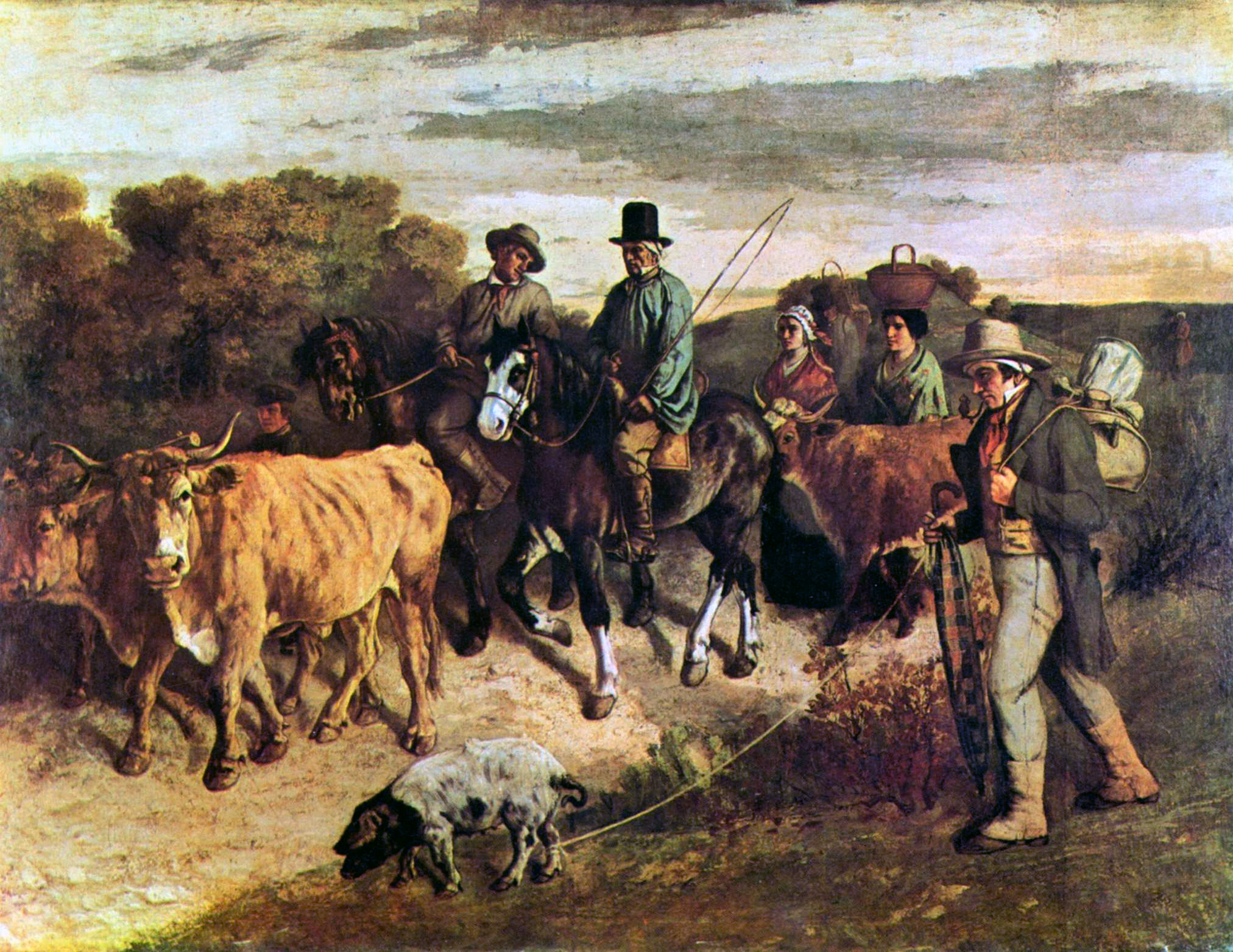
Farmers of Flagey on the Return From the Market, 1850
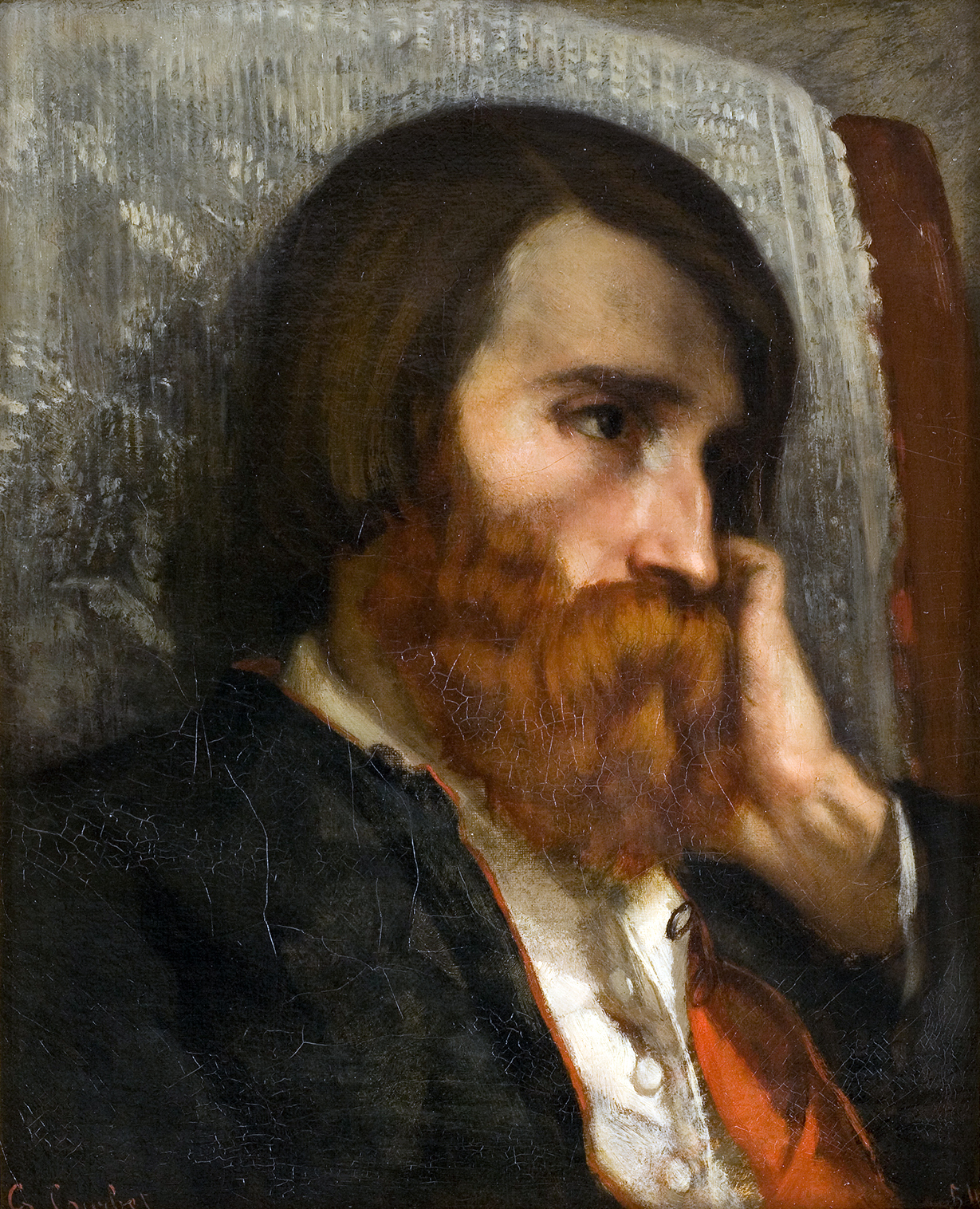
알프레드 브뤼야스의 초상화, 1854
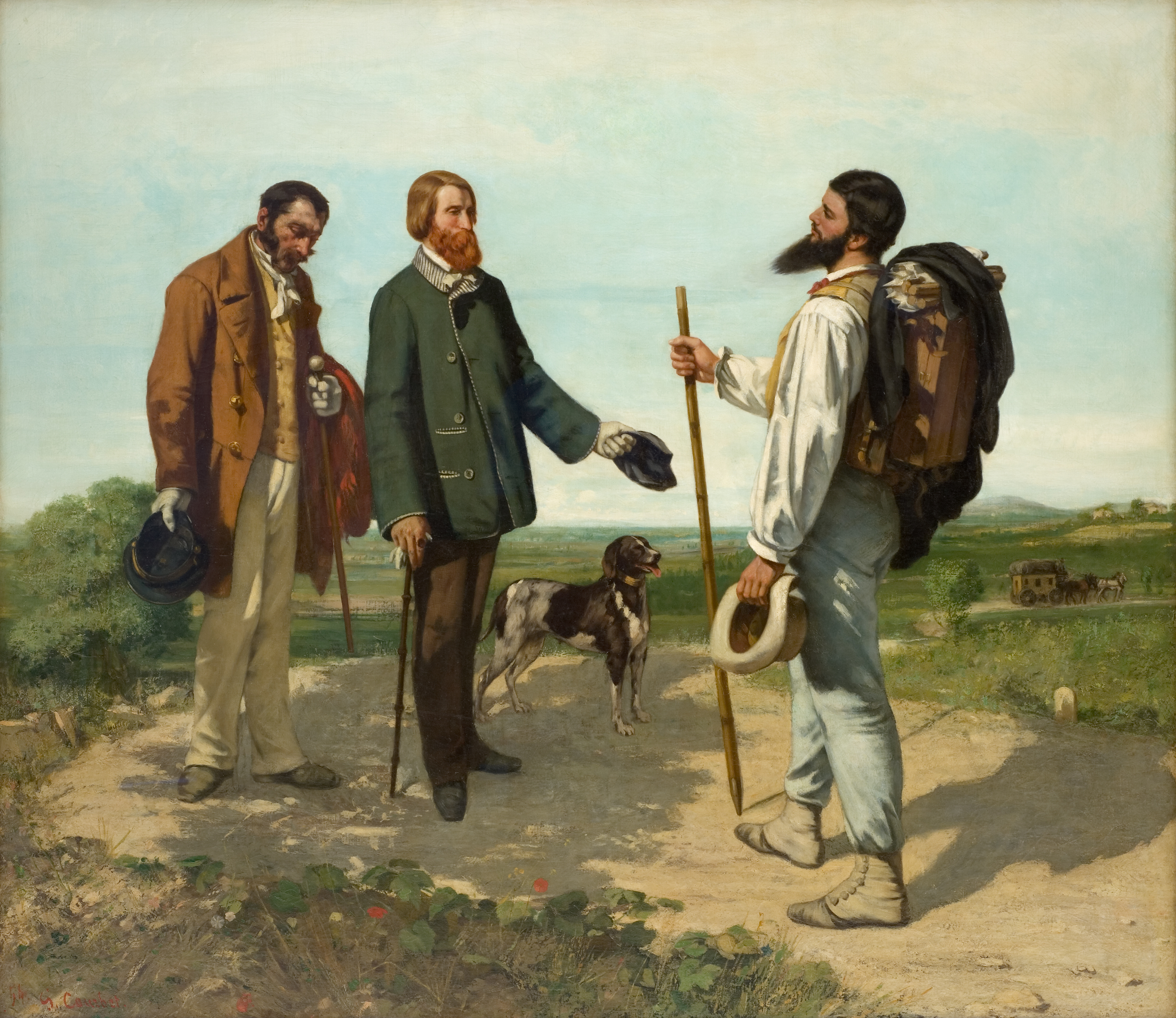
〈안녕하십니까, 쿠르베 씨〉, 1854년. 캔버스에 유채, 129 × 149 cm, 몽펠리에 파브르 미술관
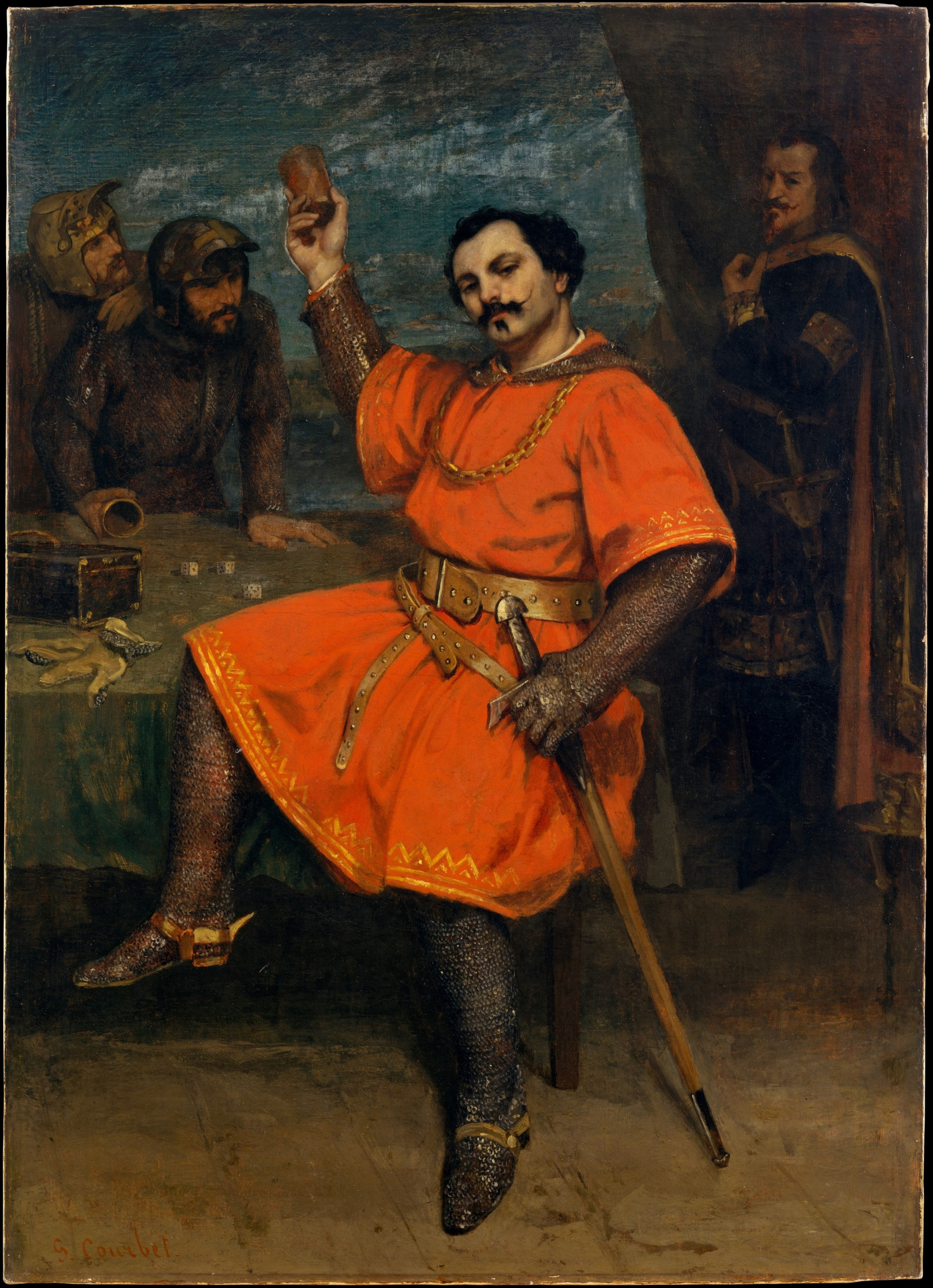
Louis Guéymard(1822–1880) as Robert le Diable, 1857, Metropolitan Museum of Art
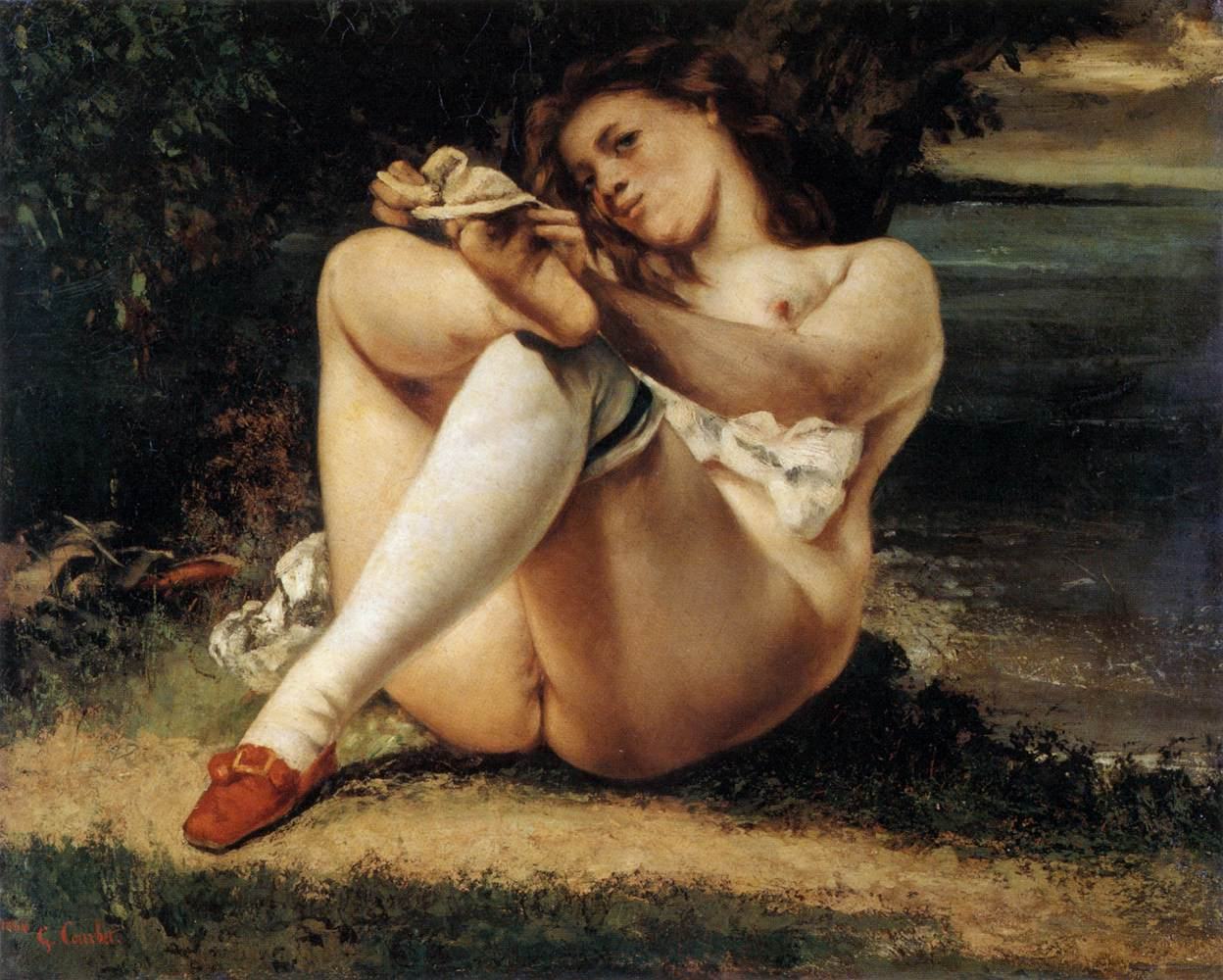
Les Bas Blancs, (Woman with White Stockings), ca 1861 (Barnes Foundation)
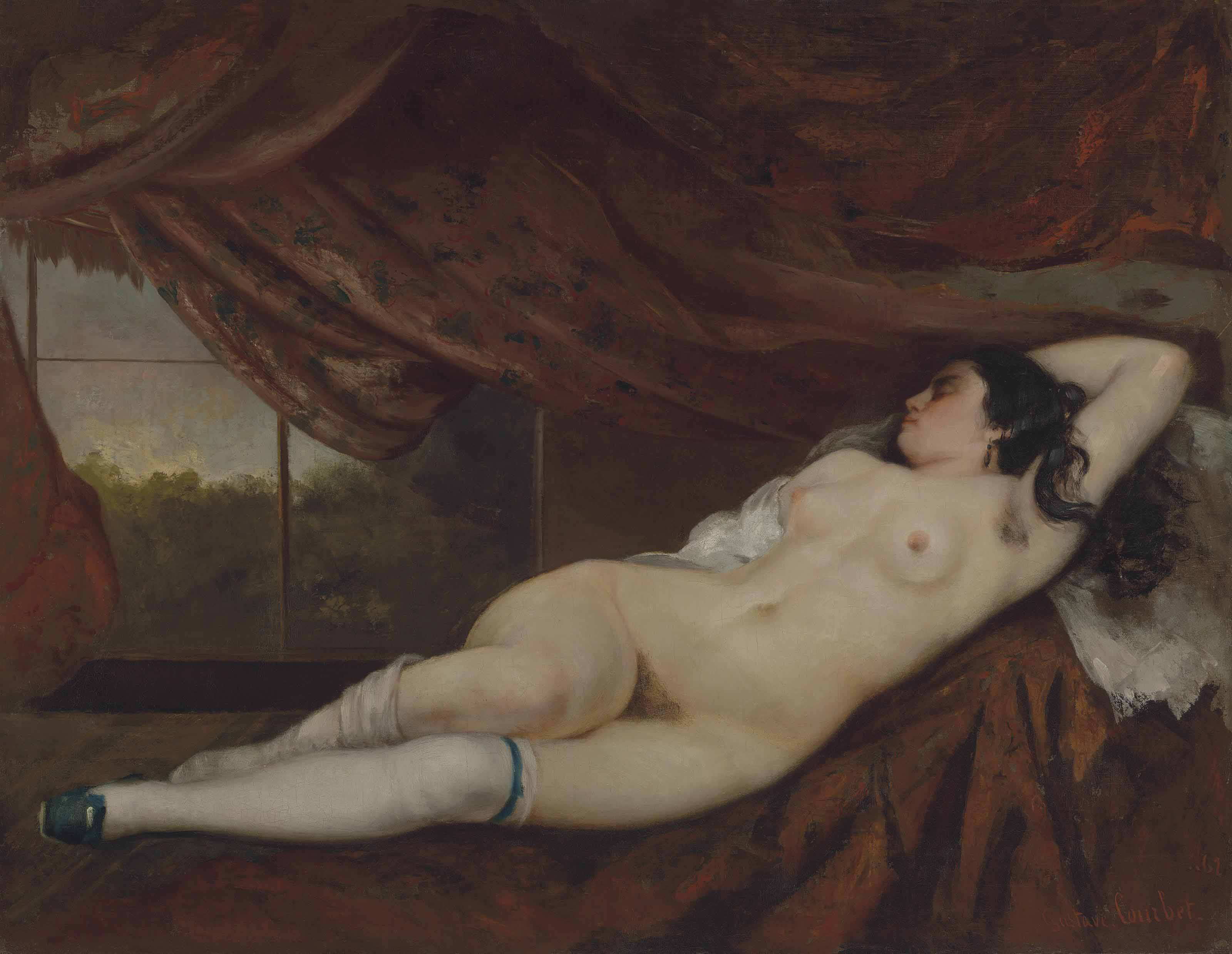
Femme nue couchée, 1862
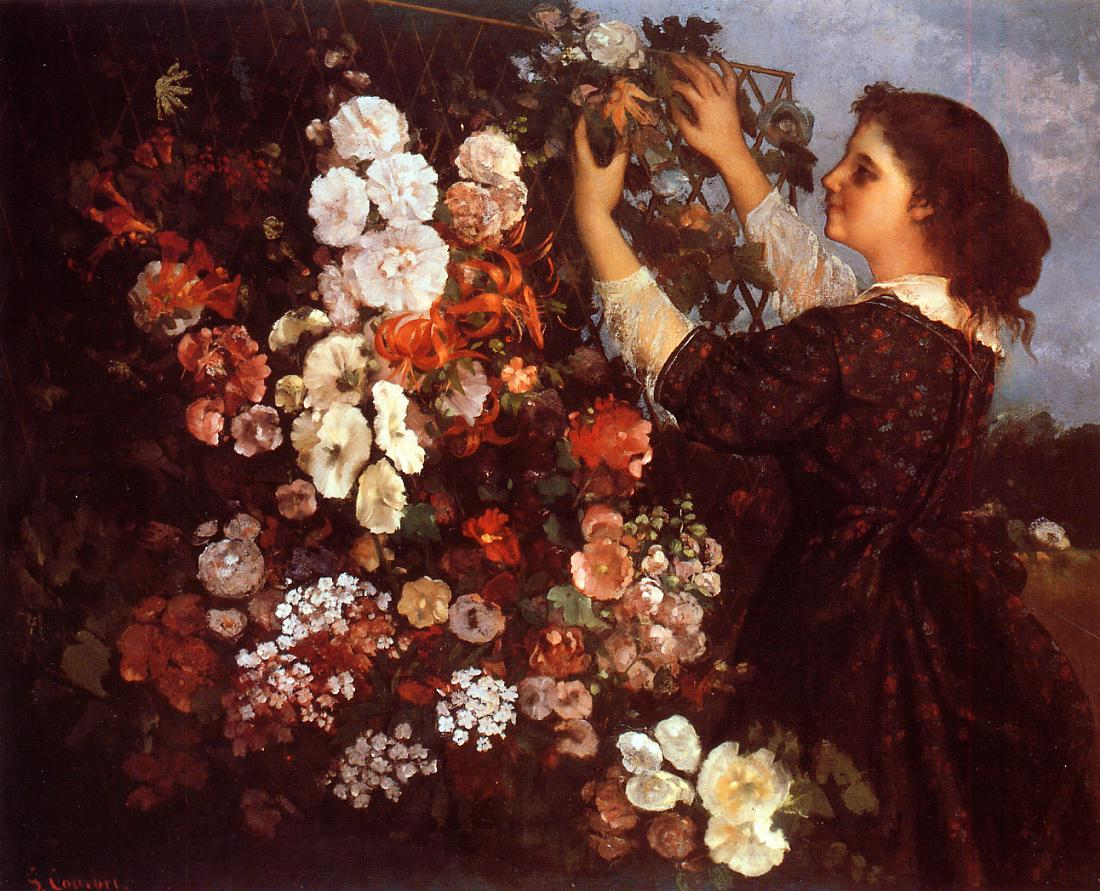
The Trellis, 1862, Toledo Museum of Art, Toledo, Ohio
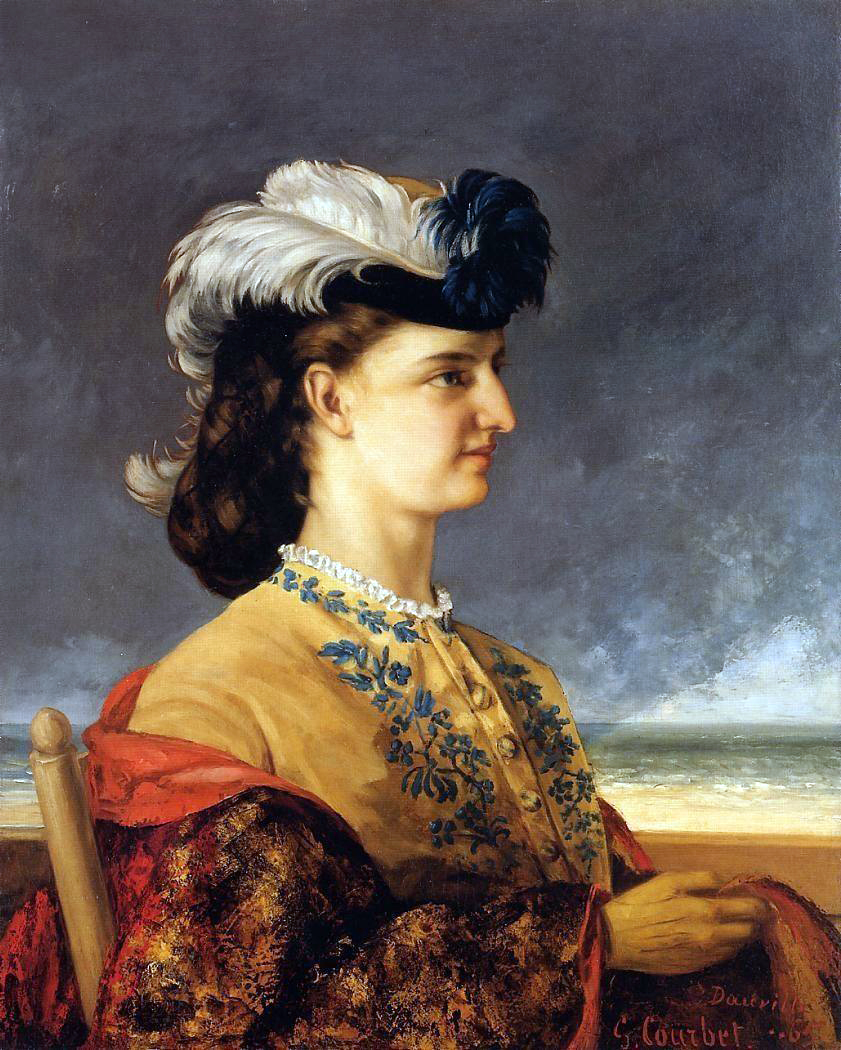
Portrait of Countess Karoly 1865
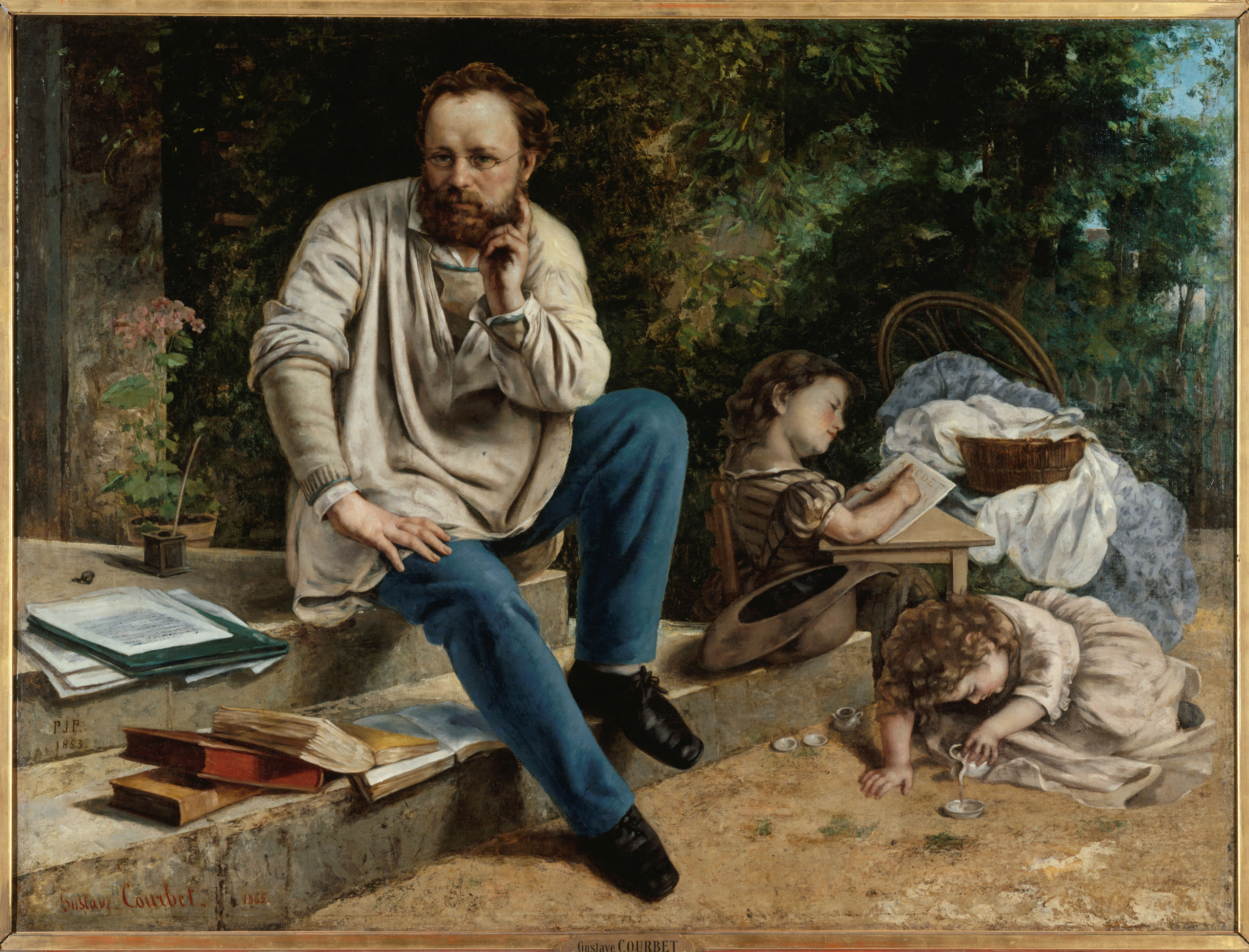
〈프루동과 그의 아이들〉, 1865년.
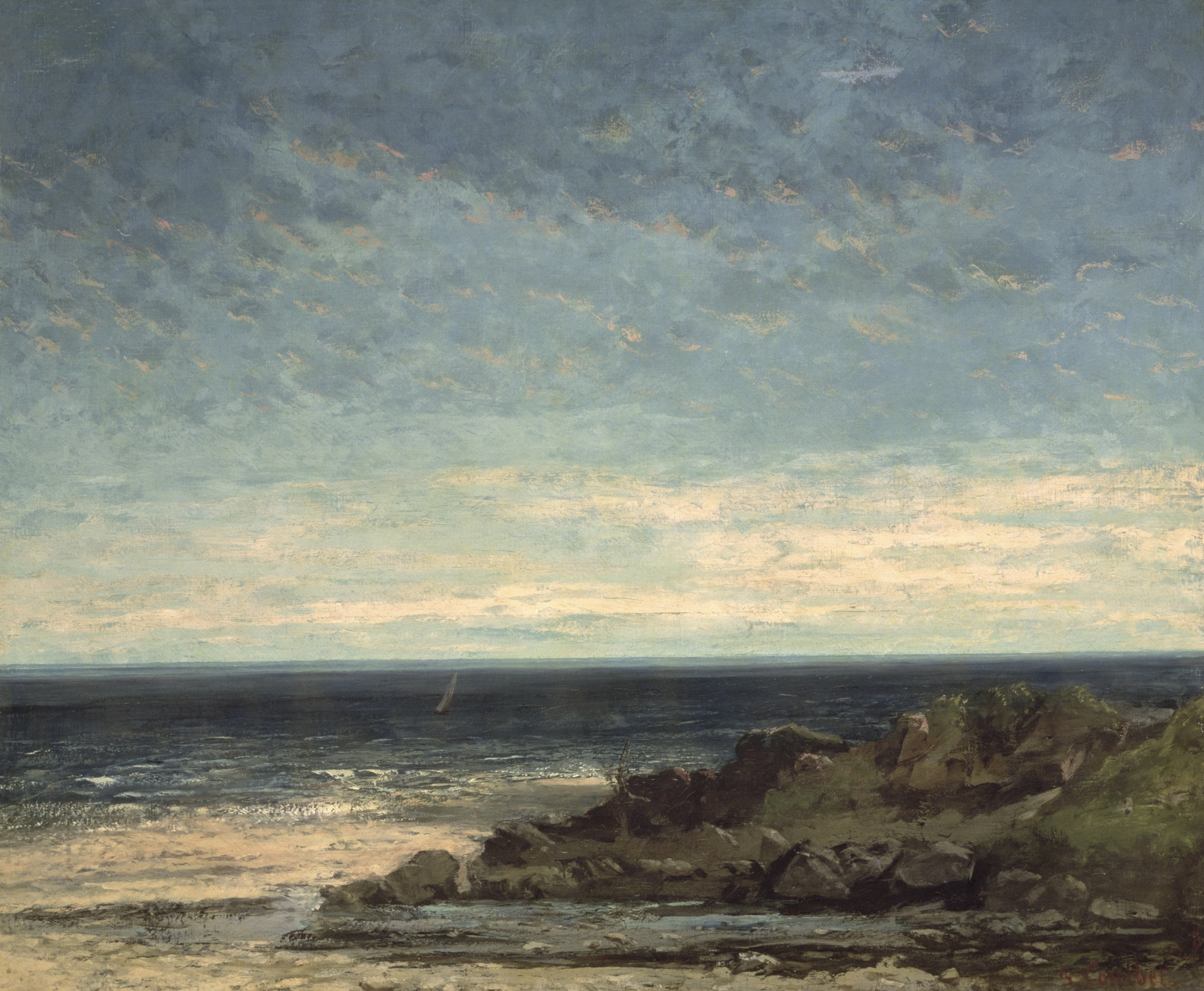
Sea Coast in Normandy, 1867
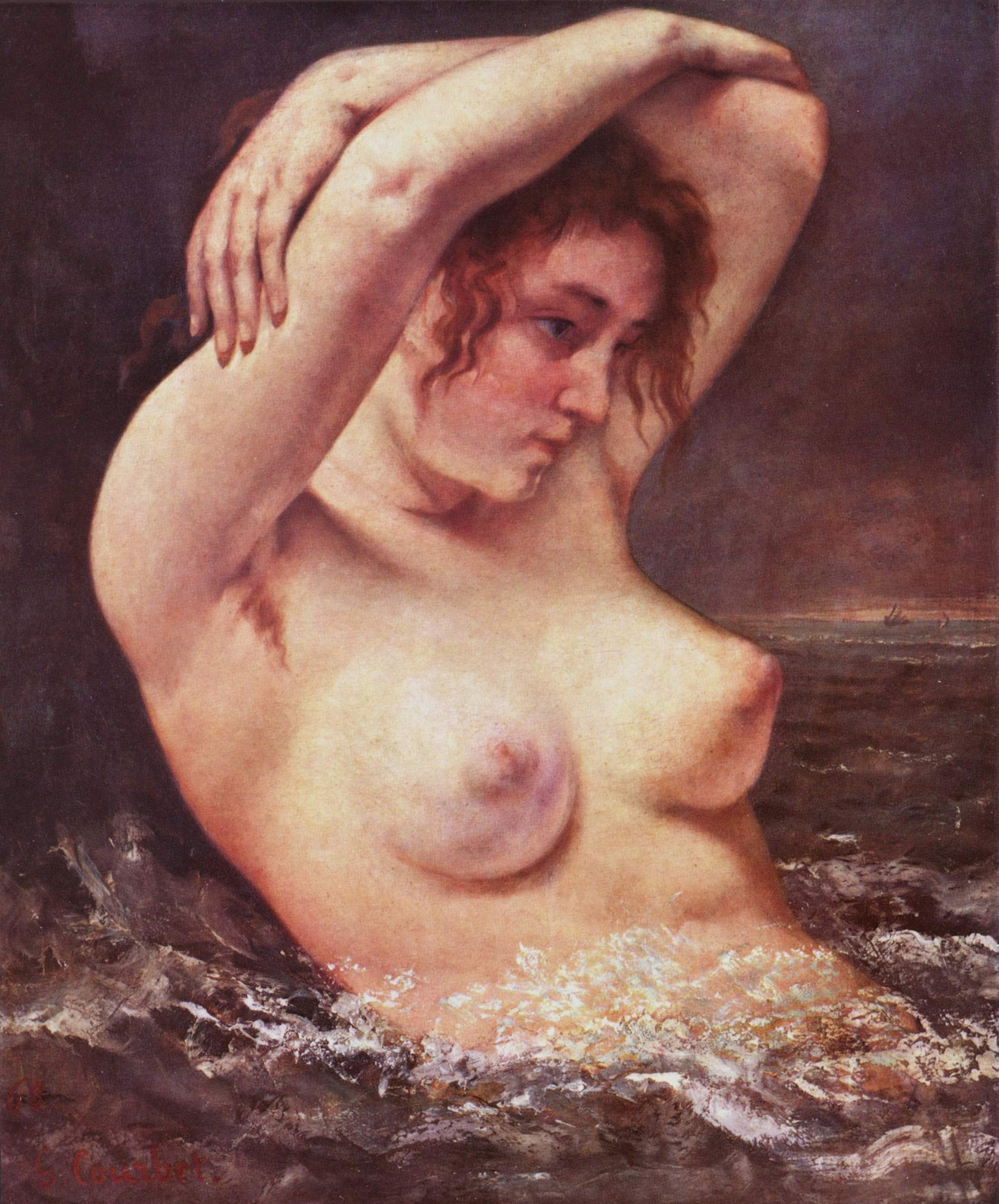
〈파도와 여인〉, 1868년. 캔버스에 유채, 65 × 54 cm, 메트로폴리탄 미술관, 뉴욕
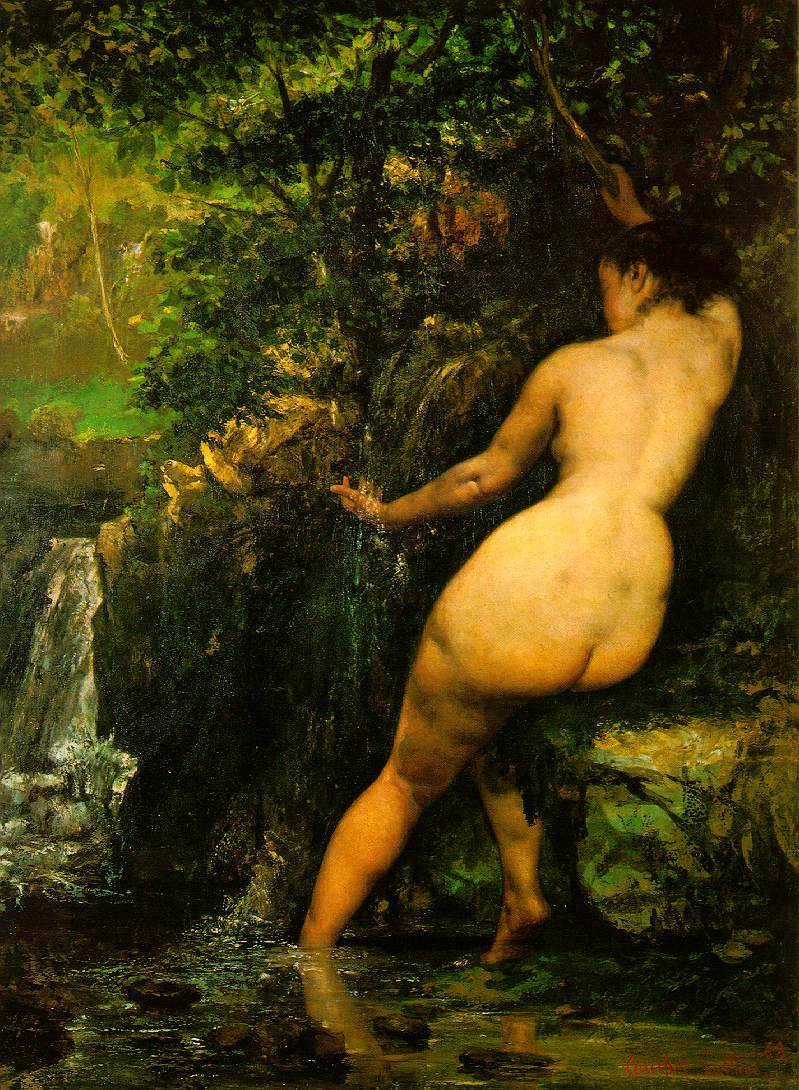
〈샘〉, 1868년. 캔버스에 유채, 128 × 97 cm, 오르세 미술관
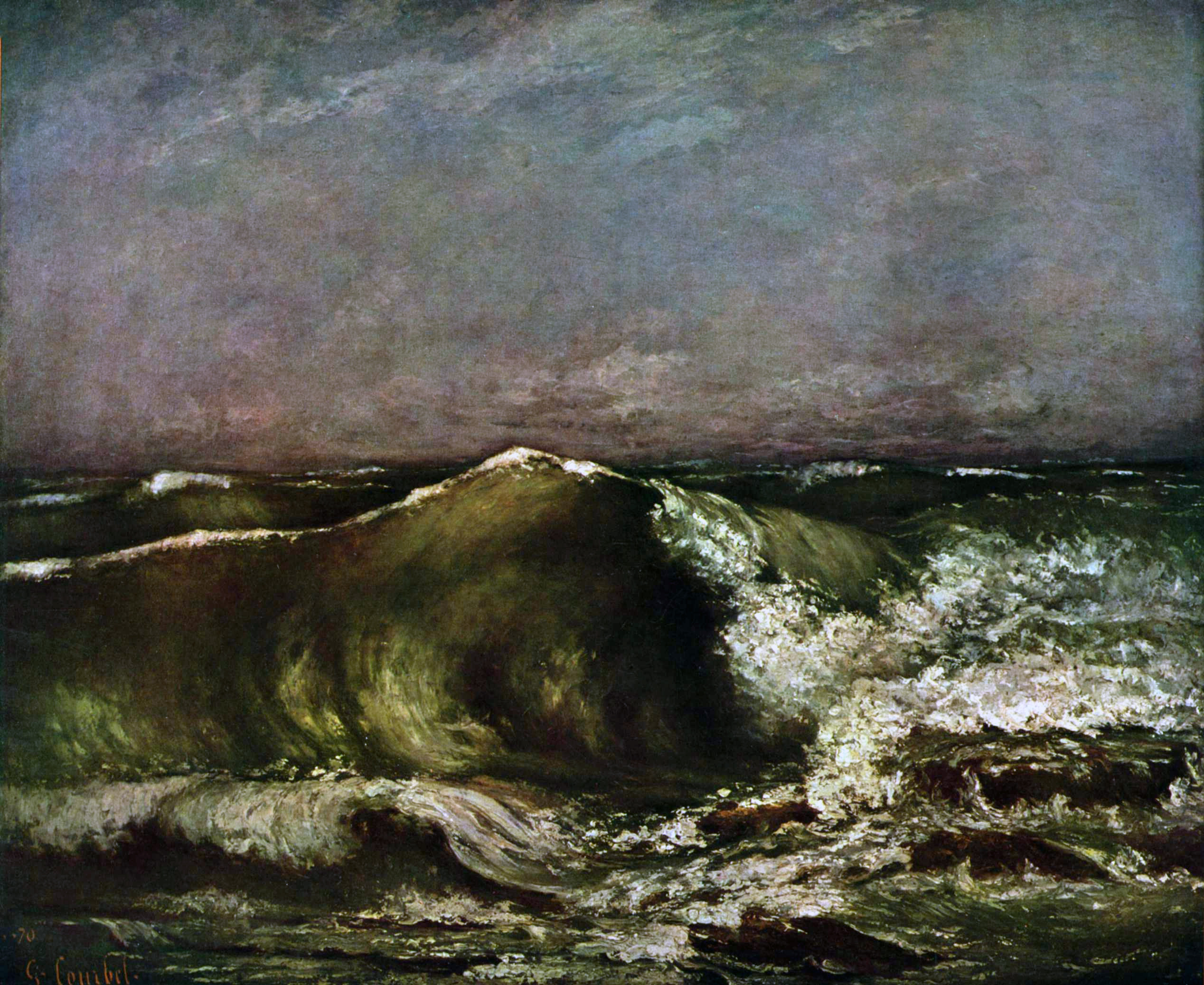
〈파도〉, 1870년.
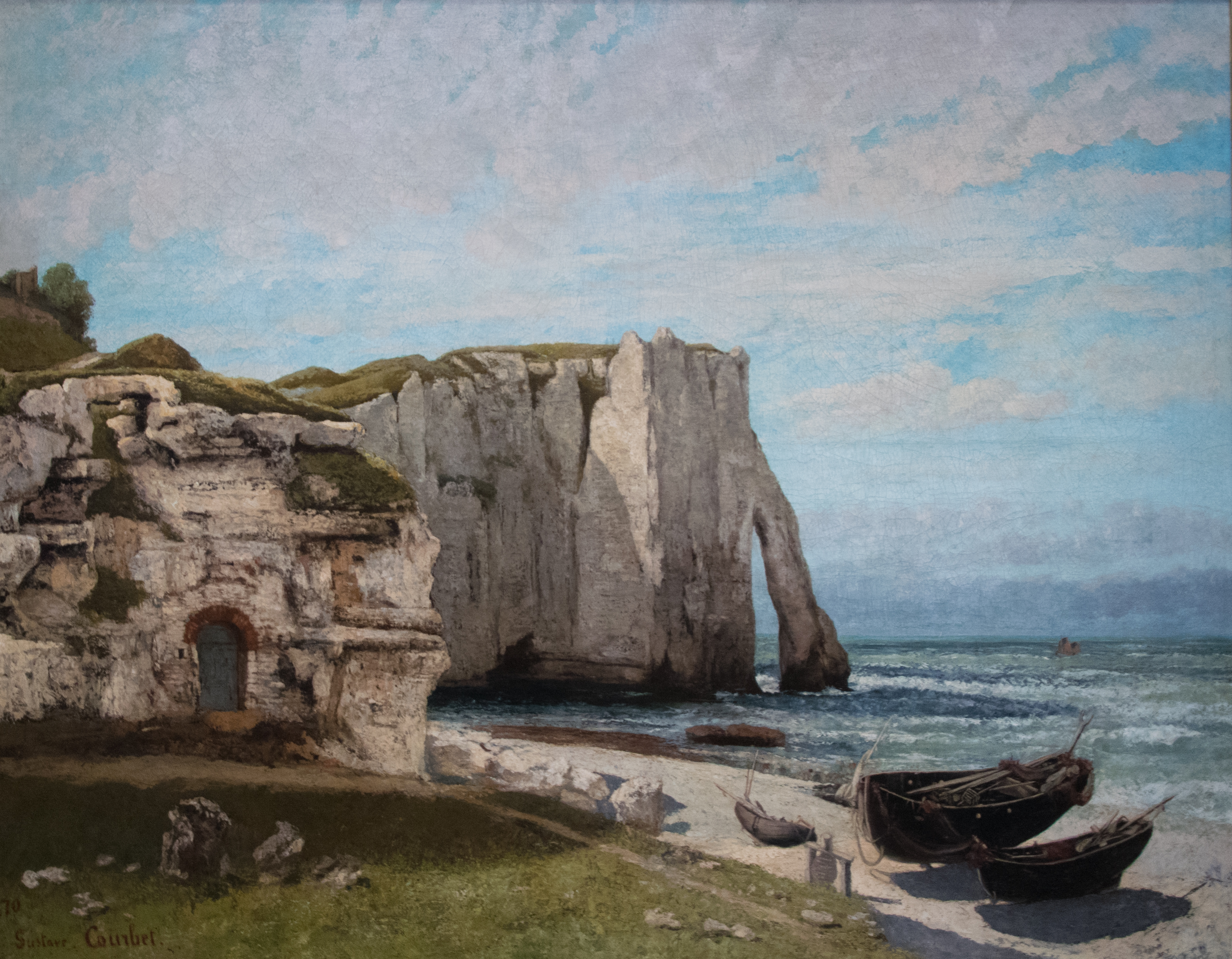
〈폭풍이 지나간 후의 에트르타 절벽〉, 1870년
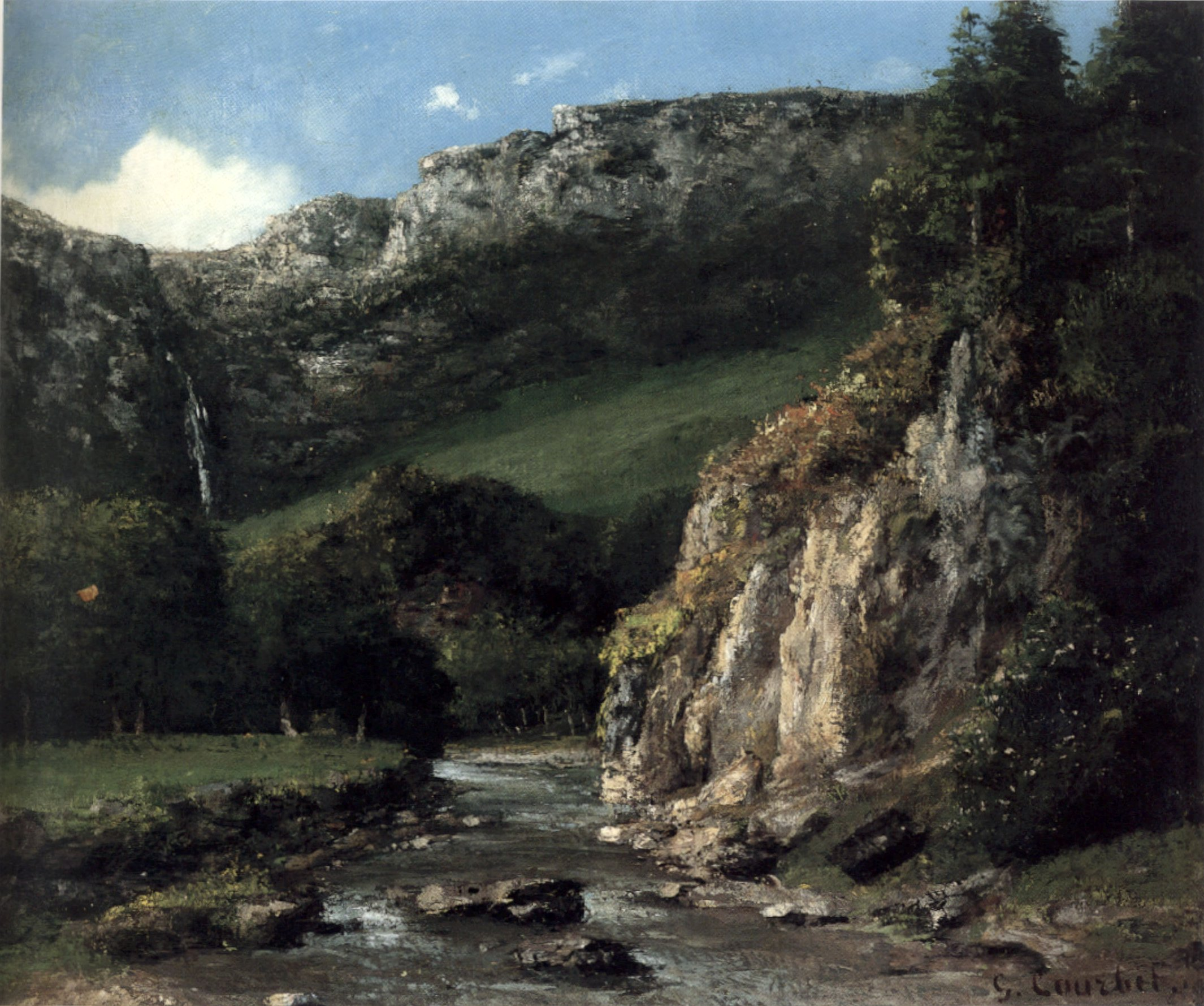
Stream in the Jura Mountains (The Torrent), 1872-3, Honolulu Academy of Arts
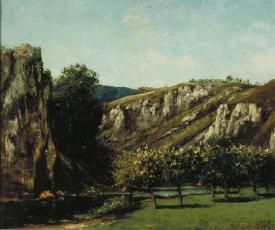
Mountain landscape with fruit trees in Ornans, 1873
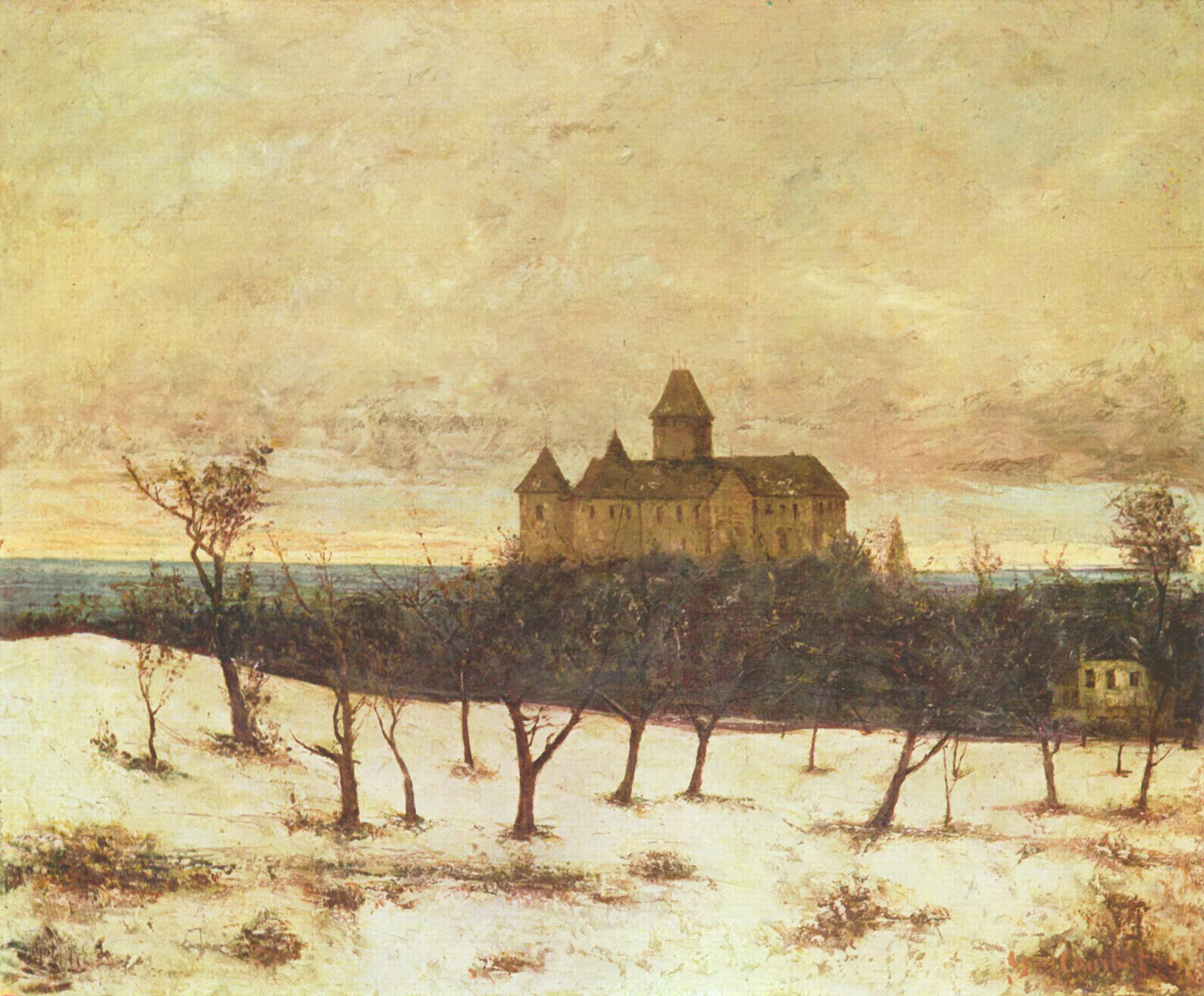
The Lake Neuchâtel, 1875

## 같이 보기
- 오리엔탈리즘
- 서양화